# Syntomeida amphitrite
Syntomeida amphitrite är en fjärilsart som beskrevs av Lucas. Syntomeida amphitrite ingår i släktet Syntomeida och familjen björnspinnare. Inga underarter finns listade i Catalogue of Life.